# Martine (prénom)
Pour les articles homonymes, voir Martine.
Martine est un prénom féminin surtout francophone mais aussi anglophone. En France, il est fêté le 30 janvier.

## Étymologie
C'est la version féminine du prénom Martin, qui est issu du nom du dieu romain de la guerre, Mars.

## Personnalités
- Martine Aurillac (1939-), femme politique française ;
- Martine Aubry (1950-), femme politique française.
- Martine de Bertereau (1590?-1642), minéralogiste française ;
- Martine Beswick (1941-), actrice britannique ;
- Martine Billard (1952-), femme politique française ;
- Martine Carol (1920-1967), actrice française ;
- Martine Coulombe, femme politique canadienne ;
- Martine Faure (1948-), femme politique française ;
- Martine Franck (1938-2012), photographe française ;
- Martine Kelly (1945-2011),  actrice, chanteuse et productrice française ;
- Martine Kempf (1958-), scientifique et femme d'affaires française ;
- Martine Le Moignan (1962-), joueuse britannique de squash ;
- Martine Lignières-Cassou (1952-), femme politique française ;
- Martine Martinel (1953-), personnalité politique française ;
- Martine McCutcheon (1976-), chanteuse et actrice britannique ;
- Martine Meirhaeghe (1949-2016), actrice française de doublage
- Martine Ohr (1964-), joueuse de hockey sur gazon néerlandaise ;
- Martine Ouellet (1969-), ingénieure mécanique et femme politique québécoise ;
- Martine Piccart (1953-), professeur oncologue belge ;
- Martine Pinville (1958-), femme politique française ;
- Martine Rothblatt (1954-), avocate, auteur et femme d'affaires américaine ;
- Martine Roure (1948-), femme politique française ;
- Martine St-Clair (1962-), chanteuse québécoise.

## Littérature
Martine est le nom du personnage d'une série éponyme de livres pour enfants.

## Divers
- Dolmen de la Pierre Martine, dolmen situé sur la commune française de Livernon dans le département du Lot